# Joseph Manduke
Joseph Manduke – amerykański reżyser, producent i scenarzysta.

## Filmografia (reżyseria)

### Filmy
- 1971: Jump (Fury on Wheels)
- 1977: Mały mściciel (Kid Vengeance)
- 1981: Beatlemania
- 1986: Omega Syndrome
- 1990: The Gumshoe Kid
- 2000: Rockets' Red Glare

### Seriale TV
- 1967: N.Y.P.D.
- 1973: Harry O
- 1977-1979: Barnaby Jones
- 1978: The Fitzpatricks
- 1979: The Amazing Spider-Man
- 1981: Knots Landing
- 1982: Dallas
- 1982-1985: Falcon Crest
- 1984: Hardcastle i McCormick (Hardcastle and McCormick)
- 1985: Hell Town
- 1986-1987: You Are the Jury